# Tianhe-Stadion
Das Tianhe-Stadion (chinesisch 天河体育中心体育场) ist ein Fußballstadion mit Leichtathletikanlage im Bezirk Tianhe der chinesischen Stadt Guangzhou, Provinz Guangdong. Der Fußballclub Guangzhou FC nutzt es für seine Heimspiele in der Chinese Super League. Es bietet 54.856 Zuschauern Platz.

## Geschichte
Der Bau der Anlage begann am 4. Juli 1984 am ehemaligen Standort des Guangzhou Tianhe Airport. Sie wurde 1987 für die 6. chinesischen Nationalspiele des Jahres erbaut. 1991 fand in der Sportstätte das Finale der Fußball-Weltmeisterschaft der Frauen und 2010 das Fußballturnier der Asienspiele statt. Seit 2011 trägt der chinesische Erstligist Guangzhou FC seine Heimspiele in dem Stadion aus. Die Spielstätte war 2013 und 2015 einer der beiden Austragungsorte des Finales der AFC Champions League.
Das Betreiberrecht des Stadions wurde am 24. Februar 2016 vom Guangzhou Sports Bureau für zwanzig Jahre an Guangzhou FC (damaliger Name: Guangzhou Evergrande) vergeben.

## Galerie

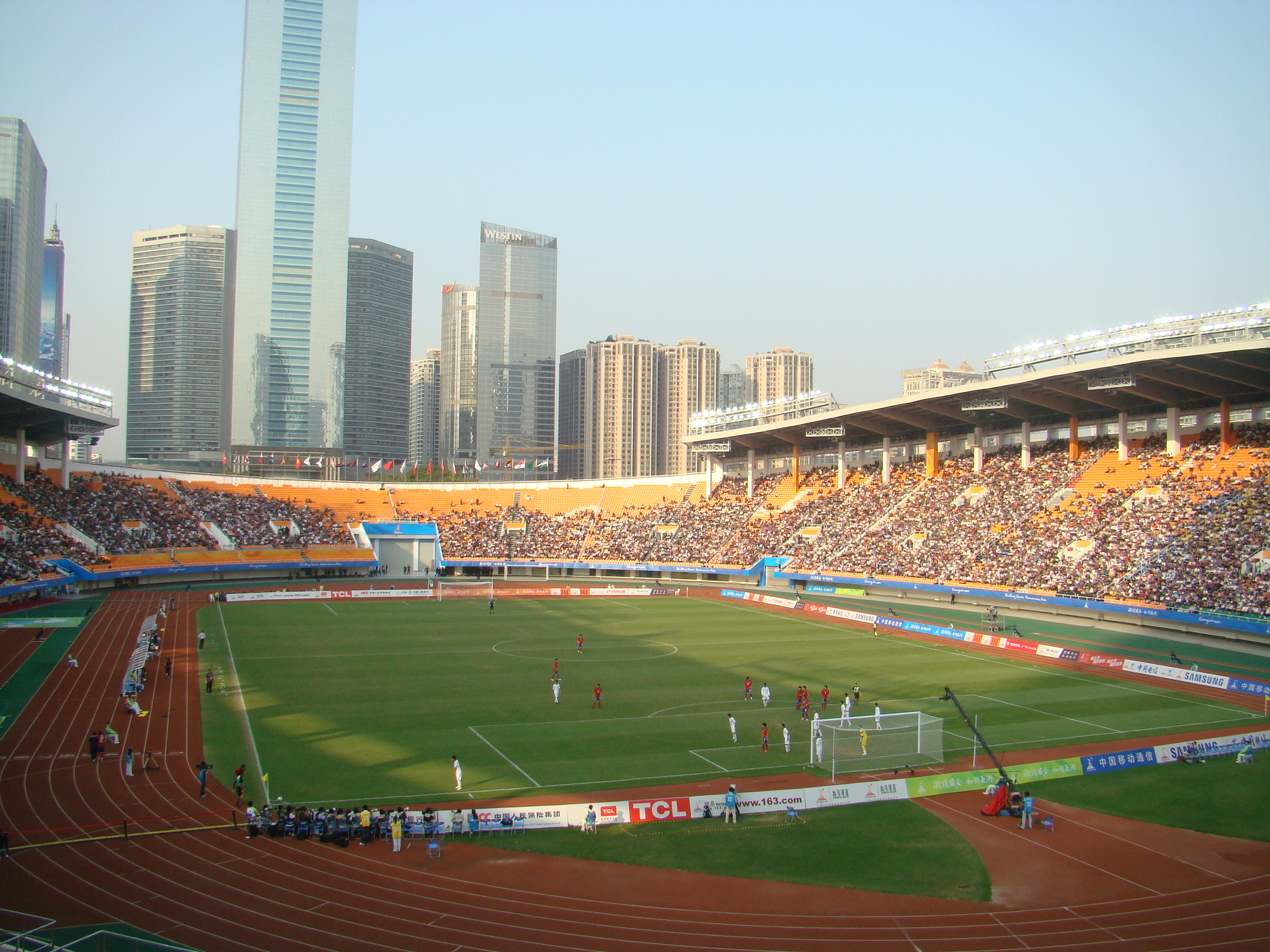
Der Innenraum des Stadions
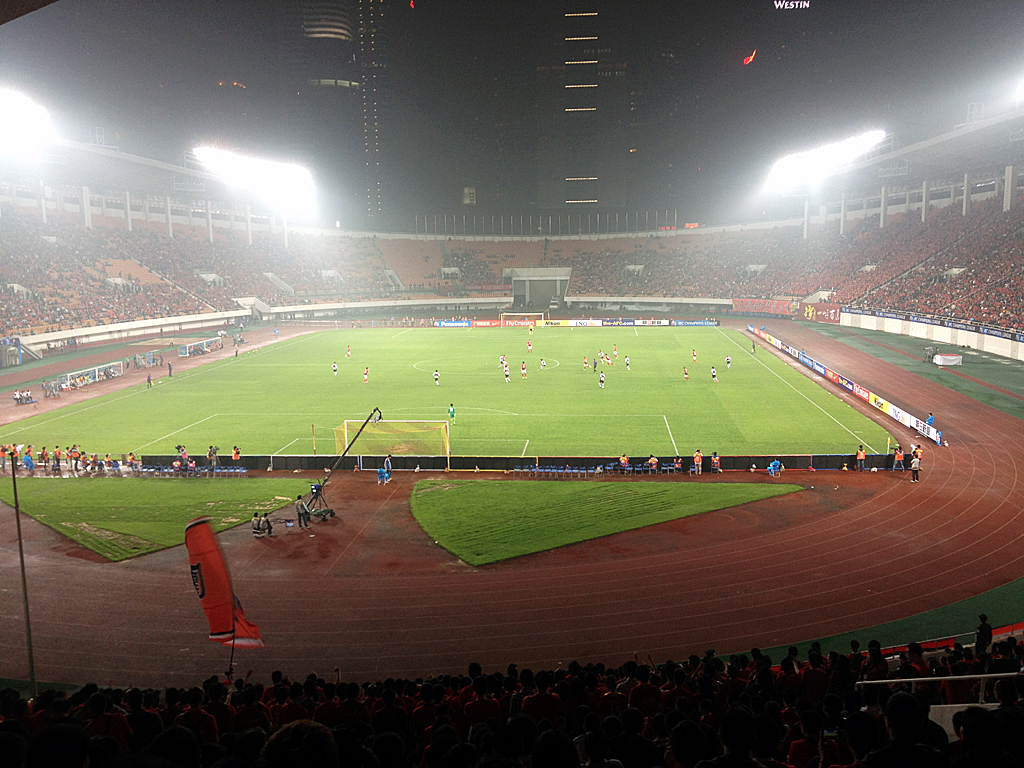
Das Stadion unter Flutlicht